# Stenalcidia guttata
Stenalcidia guttata är en fjärilsart som beskrevs av W. Warren 1904. Stenalcidia guttata ingår i släktet Stenalcidia och familjen mätare. Inga underarter finns listade i Catalogue of Life.